# Traditionele graafschappen van Engeland
Engeland was in het verleden verdeeld in 39 graafschappen. Deze onderverdeling wordt heden ten dage niet meer gebruikt als bestuurlijke indeling, maar vormde wel de basis voor het huidige systeem van regionale overheden. De oorspronkelijke 39 graafschappen zijn (graafschappen met een * bestaan niet meer als bestuurlijke entiteit):
- Bedfordshire
- Berkshire
- Buckinghamshire
- Cambridgeshire
- Cheshire
- Cornwall
- Cumberland (* nu een deel van Cumbria)
- Derbyshire
- Devon
- Dorset
- Durham
- Essex
- Gloucestershire
- Hampshire
- Herefordshire
- Hertfordshire
- Huntingdonshire (* nu een district van Cambridgeshire)
- Kent
- Lancashire
- Lincolnshire
- Leicestershire
- Middlesex (* nu een deel van Londen)
- Norfolk
- Northamptonshire
- Northumberland
- Nottinghamshire
- Oxfordshire
- Rutland
- Shropshire
- Somerset
- Staffordshire
- Suffolk
- Surrey
- Sussex (* nu gesplitst in West Sussex en East Sussex)
- Warwickshire
- Westmorland (* nu een deel van Cumbria)
- Wiltshire
- Worcestershire
- Yorkshire (* nu North Yorkshire, East Riding of Yorkshire, South Yorkshire en West Yorkshire)

Van de 11e tot het midden van de 19e eeuw waren counties in Engeland, en in zekere mate ook in Wales, administratief voornamelijk opgedeeld in hundreds.
Bedfordshire · Berkshire · Buckinghamshire · Cambridgeshire · Cheshire · Cornwall · Cumberland · Derbyshire · Devon · Dorset · Durham · Essex · Gloucestershire · Hampshire · Herefordshire · Hertfordshire · Huntingdonshire · Kent · Lancashire · Lincolnshire · Leicestershire · Middlesex · Norfolk · Northamptonshire · Northumberland · Nottinghamshire · Oxfordshire · Rutland · Shropshire · Somerset · Staffordshire · Suffolk · Surrey · Sussex · Warwickshire · Westmorland · Wiltshire · Worcestershire · Yorkshire
Overig: Stedelijke en niet-stedelijke graafschappen · Traditionele graafschappen